# Eriospermum
Eriospermum ist eine Pflanzengattung, die zur Familie der Spargelgewächse (Asparagaceae) gehört. Sie wurde früher als einzige Gattung in die monogenerische Familie Eriospermaceae gestellt.Endl. Der botanische Name der Gattung leitet sich von den griechischen Worten erion für ‚Wolle‘ und -spermus für ‚-samig‘ ab. Er verweist auf die charakteristischen behaarten Samen der Gattung. Auf Afrikaans werden die Knollen bobbejaanui, also ‚Pavianszwiebel‘ genannt.

## Beschreibung
Die Arten der Gattung Eriospermum wachsen als ausdauernde Geophyten mit einzelnen oder Ausläufer bildenden, in Form und Größe sehr variablen Hypokotylknollen. Die Knollen sind kugelförmig bis länglich und besitzen ein apikalen oder dorsalen Vegetationspunkt und weißes bis rotes Knollengewebe. Die Blattstiele sind ausdauernd und bilden eine Scheide, durch die das Laubblatt des nächsten Jahres erscheint. Das abfallende und für gewöhnlich einzelne Blatt erscheint mit oder nach den Blüten. Es ist flach, eiförmig bis linealisch, glatt, behaart oder mit fingerartigen Auswüchsen oder hat tief eingeschnittene Anhängsel auf der Blattoberseite.
Der einfache Blütenstand ist rispig und erscheint in der Regel während des Sommers oder Herbstes. Der aufrechte Blütenschaft trägt keine oder nur winzige Brakteen. Die sich am Tag öffnenden gestielten Blüten sind aktinomorph und rad- bis glockenförmig. Ihre sechs Perigonblätter und die sechs Staubblätter sind in zwei Kreisen angeordnet. Die weißen, rosafarbenen oder gelben Perigonblätter sind an ihrer Basis etwas miteinander und dort wiederum mit den Staubblättern verwachsen. Die Staubfäden sind fadenförmig bis lanzettlich, die dorsifixen, introrsen Staubbeutel sind schildförmig und reißen längs auf. Der oberständige, sitzende Fruchtknoten ist kugelförmig und dreifächrig. Er enthält wenige Samenanlagen mit zentraler Plazentation. Die Griffel ist stielrund, die Narbe dreizipflig.
Die Früchte sind längliche bis eiförmige lokulizide Kapseln. Sie enthalten wenige (bis zu zwölf) birnen- bis kommaförmige Samen, die dicht mit langen, weißen, einzelligen Haaren bedeckt sind.

## Verbreitung
Die Arten der Gattung Eriospermum sind in Afrika südlich der Sahara verbreitet. Ein Zentrum der Artenvielfalt ist die Sukkulenten-Karoo, die sich in der südafrikanischen Provinz Westkap befindet. Zahlreiche Arten sind in den dortigen halbtrockenen Winterregengebieten endemisch.

## Systematik
Die Erstbeschreibung der Gattung Eriospermum mit insgesamt drei Arten erfolgte 1796 durch Nikolaus Joseph von Jacquin. Nomenklatorische Synonyme der Gattung sind Loncodilis Raf., Phylloglottis Salisb. und Thaumaza Salisb. Die Typusart ist Eriospermum lanceifolium Jacq.
Stephan Ladislaus Endlicher verwies 1836 erstmals auf die Gattung als eigenständige Familie Eriospermaceae. Karl Sigismund Kunth kannte 1843 acht Arten der Gattung. 1994 gliederte Pauline Lesley Perry (* 1927) in ihrer Revision der Gattung  die 102 Arten in drei Untergattungen mit neun Sektionen:
- Untergattung Ligulatum P.L.Perry
  - Sektion Synanthum P.L.Perry
  - Sektion Grandibracteatum P.L.Perry
  - Sektion Photopedicellatum P.L.Perry
  - Sektion Thaumaza (Salisb.) P.L.Perry
  - Sektion Ligulatum P.L.Perry ex Thiede
- Untergattung Cyathiflorum P.L.Perry
  - Sektion Cyathiflorum P.L.Perry ex Thiede
  - Sektion Rotatum P.L.Perry
- Untergattung Eriospermum
  - Sektion Eriospermum
  - Sektion Gracilum P.L.Perry

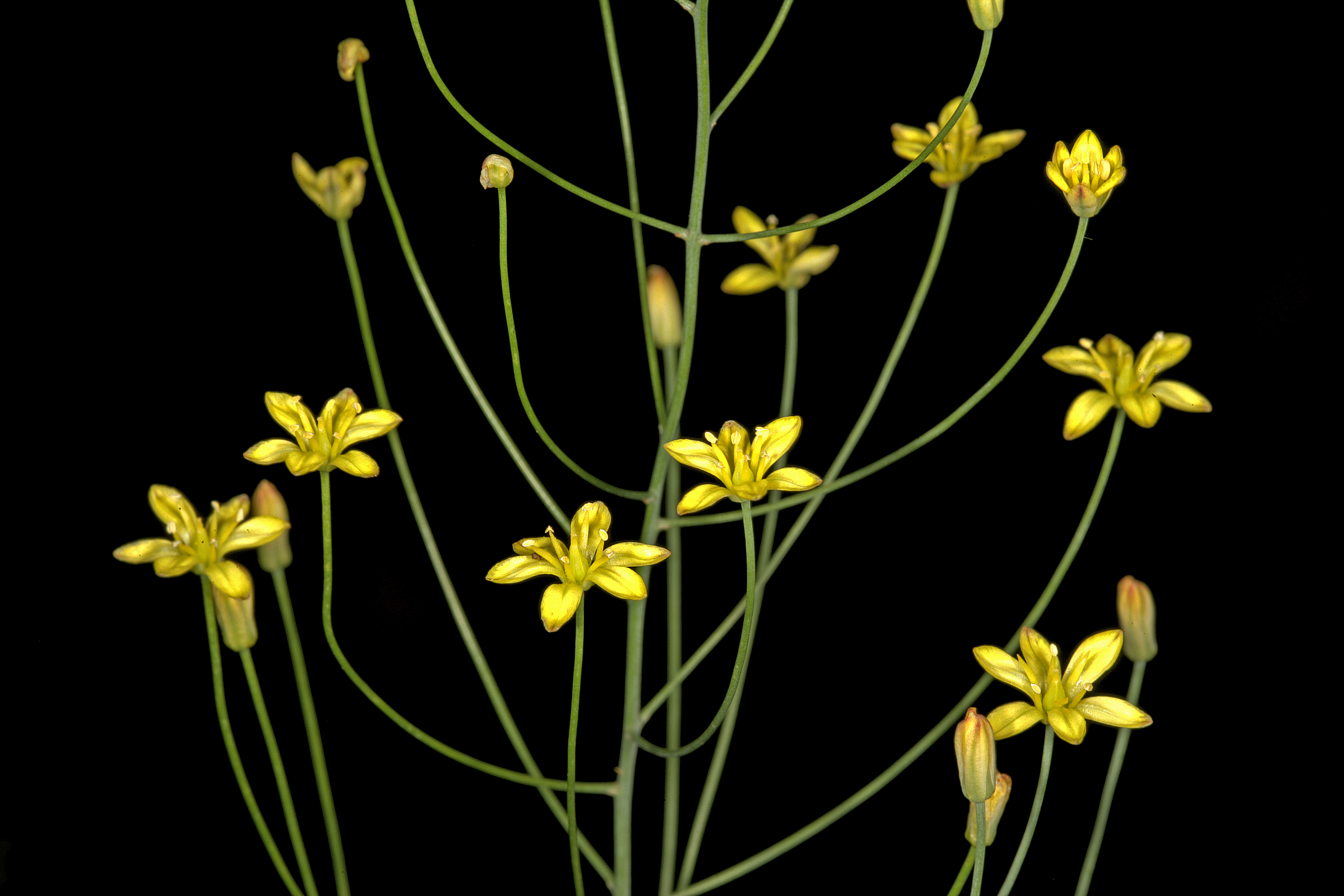
Eriospermum abyssinicum

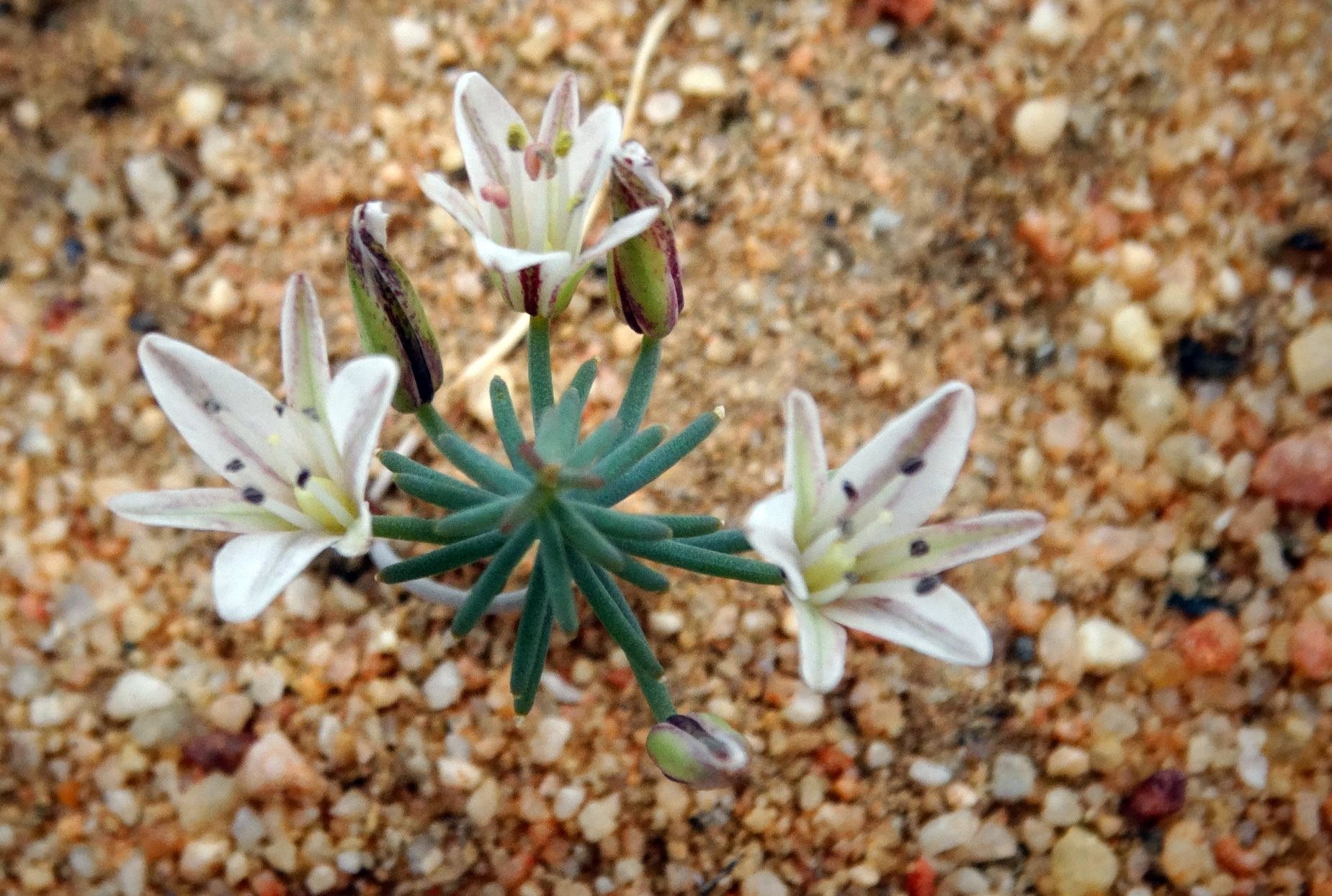
Eriospermum aphyllum

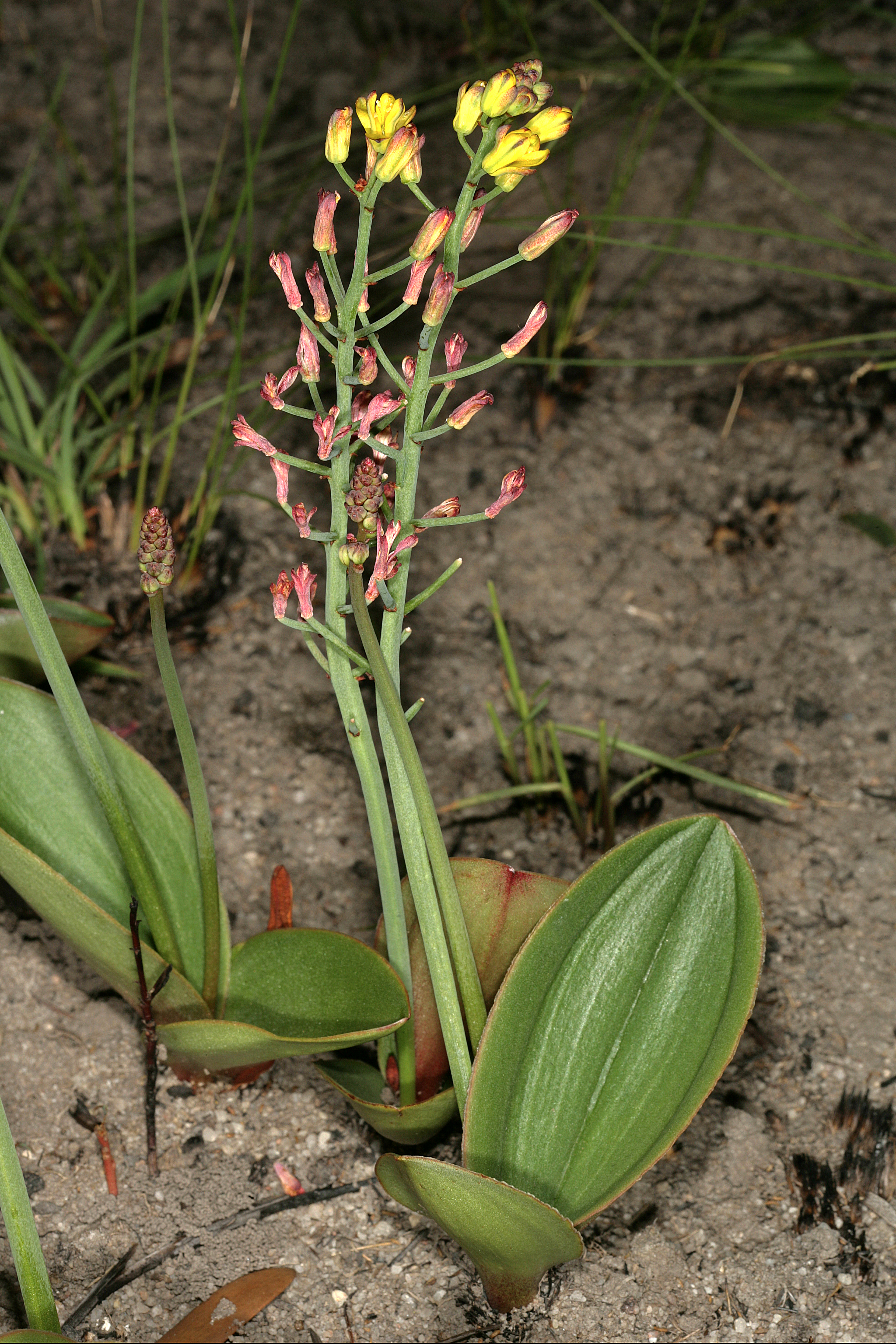
Eriospermum mackenii

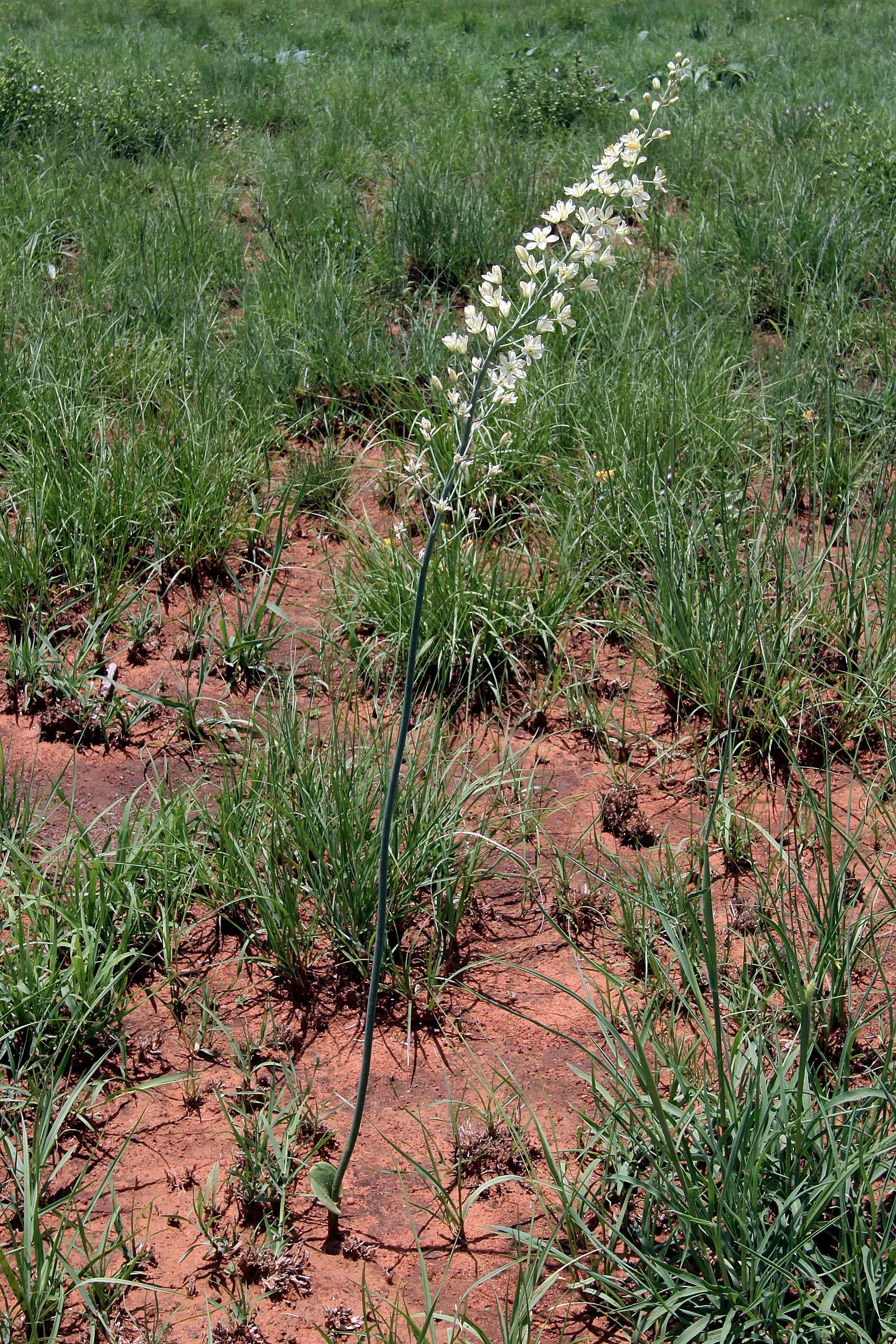
Eriospermum porphyrium

Zur Gattung Eriospermum gehören folgende Arten:
- Eriospermum abyssinicum Baker
- Eriospermum aequilibre Poelln.
- Eriospermum alcicorne Baker
- Eriospermum algiferum Marloth ex A.V.Duthie
- Eriospermum andongense Welw. ex Baker
- Eriospermum aphyllum Marloth
- Eriospermum appendiculatum A.V.Duthie
- Eriospermum arachnoideum P.L.Perry
- Eriospermum arenosum P.L.Perry
- Eriospermum aribesense P.L.Perry
- Eriospermum armianum P.L.Perry
- Eriospermum attenuatum Marloth ex P.L.Perry
- Eriospermum bakerianum Schinz
  - Eriospermum bakerianum subsp. bakerianum
  - Eriospermum bakerianum subsp. tortuosum (Dammer) P.L.Perry
- Eriospermum bayeri P.L.Perry
- Eriospermum bifidum R.A.Dyer
- Eriospermum bowieanum Baker
- Eriospermum bracteatum Archibald
- Eriospermum brevipes Baker
- Eriospermum breviscapum Marloth ex P.L.Perry
- Eriospermum bruynsii P.L.Perry
- Eriospermum buchubergense Dinter
- Eriospermum calcareum P.L.Perry
- Eriospermum capense (L.) T.M.Salter
  - Eriospermum capense subsp. capense
  - Eriospermum capense subsp. stoloniferum (Marloth) P.L.Perry
- Eriospermum cecilii Baker
- Eriospermum cernuum Baker
- Eriospermum cervicorne Marloth
- Eriospermum ciliatum P.L.Perry
- Eriospermum citrinum P.L.Perry
- Eriospermum coactum P.L.Perry
  - Eriospermum cooperi var. cooperi
  - Eriospermum cooperi var. natalense (Baker) P.L.Perry
- Eriospermum cordiforme T.M.Salter
- Eriospermum corymbosum Baker
- Eriospermum crispum P.L.Perry
- Eriospermum currorii (Baker) Baker
- Eriospermum descendens Marloth ex P.L.Perry
- Eriospermum deserticolum Marloth ex P.L.Perry
- Eriospermum dielsianum Schltr. ex Poelln.
  - Eriospermum dielsianum subsp. dielsianum
  - Eriospermum dielsianum subsp. molle Marloth ex P.L.Perry
- Eriospermum dissitiflorum Schltr.
- Eriospermum dregei Schönland
- Eriospermum dyeri Marloth ex Archibald
- Eriospermum erinum P.L.Perry
- Eriospermum eriophorum Marloth ex P.L.Perry
- Eriospermum ernstii P.L.Perry
- Eriospermum exigium P.L.Perry
- Eriospermum exile P.L.Perry
- Eriospermum filicaule Marloth ex P.L.Perry
- Eriospermum flabellatum Marloth ex P.L.Perry
- Eriospermum flavum P.L.Perry
- Eriospermum flexum P.L.Perry
- Eriospermum flexuosum Welw. ex Baker
- Eriospermum folioliferum Andrews
- Eriospermum fragile P.L.Perry
- Eriospermum glaciale P.L.Perry
- Eriospermum graminifolium A.V.Duthie
- Eriospermum graniticola Dinter ex Poelln.
- Eriospermum halenbergense Dinter
- Eriospermum inconspicuum P.L.Perry
- Eriospermum juttae Dinter
- Eriospermum kiboense K.Krause
- Eriospermum kirkii Baker
- Eriospermum krauseanum Poelln.
- Eriospermum lanceifolium Jacq.
- Eriospermum lanimarginatum Marloth ex P.L.Perry
- Eriospermum lanuginosum Jacq.
- Eriospermum lavranosii P.L.Perry
- Eriospermum laxiracemosum P.L.Perry
- Eriospermum macgregoriorum P.L.Perry
- Eriospermum mackenii (Hook.f.) Baker
  - Eriospermum mackenii subsp. galpinii (Schinz) P.L.Perry
  - Eriospermum mackenii subsp. mackenii
  - Eriospermum mackenii subsp. phippsii (Wild) P.L.Perry
- Eriospermum marginatum Marloth ex P.L.Perry
- Eriospermum minutiflorum Marloth ex P.L.Perry
- Eriospermum minutipustulatum P.L.Perry
- Eriospermum multifidum Marloth
- Eriospermum namaquanum Marloth ex P.L.Perry
- Eriospermum nanum Marloth
- Eriospermum occultum Archibald
- Eriospermum ophioglossoides Welw. ex Baker
- Eriospermum ornithogaloides Baker
- Eriospermum orthophyllum (Archibald) P.L.Perry
- Eriospermum paludosum Baker
- Eriospermum papilliferum A.V.Duthie
- Eriospermum paradoxum (Jacq.) Ker Gawl.
- Eriospermum parvifolium Jacq.
- Eriospermum parvulum P.L.Perry
- Eriospermum patentiflorum Schltr.
- Eriospermum porphyrium Archibald
- Eriospermum porphyrovalve Baker
- Eriospermum proliferum Baker
- Eriospermum pubescens Jacq.
- Eriospermum pumilum T.M.Salter
- Eriospermum pusillum P.L.Perry
- Eriospermum pustulatum Marloth ex A.V.Duthie
- Eriospermum ramosum P.L.Perry
- Eriospermum ratelpoortianum P.L.Perry
- Eriospermum rhizomatum P.L.Perry
- Eriospermum roseum Schinz
- Eriospermum sabulosum P.L.Perry
- Eriospermum schinzii Conrath ex Baker
- Eriospermum schlechteri Baker
- Eriospermum spirale (L.) Bergius ex Schult. & Schult.f.
- Eriospermum stenophyllum Welw. ex Baker
- Eriospermum subincanum P.L.Perry
- Eriospermum subtile P.L.Perry
- Eriospermum titanopsoides P.L.Perry
- Eriospermum triphyllum Baker
- Eriospermum tuberculatum P.L.Perry
- Eriospermum undulatum P.L.Perry
- Eriospermum vermiforme Marloth ex P.L.Perry
- Eriospermum villosum Baker
- Eriospermum viscosum Marloth ex P.L.Perry
- Eriospermum volkmanniae Dinter
- Eriospermum zeyheri R.A.Dyer

## Nachweise

## Weiterführende Literatur
- Matthew Opel, Steven Hammer: Elusive Eriospermums. In Cactus and Succulent Journal. Band 73, Nummer 4, Cactus and Succulent Society of America, 2001, S. 187–193.
- Pauline L. Perry: A revision of the genus Eriospermum (Eriospermaceae). Contributions from the Bolus Herbarium, Band 17, Bolus Herbarium, University of Cape Town, [Cape Town 1994].